# Cecil Browning
Cecil Browning (Hampstead, 29 de janeiro de 1883 - Westminster, 23 de março de 1953) foi um atleta inglês que competiu em provas de raquetes e pela Grã-Bretanha.
Browning é o detentor de uma medalha olímpica, conquistada na edição britânica, os Jogos de Londres, em 1908. Nesta ocasião, saiu-se vice-campeão da prova de duplas ao lado de Edmund Bury, após superar os compatriotas Evan Noel e Henry Leaf, em prova conquistada pela dupla formada pelos também britânicos John Jacob Astor e Vane Pennell. Essa foi a primeira e última edição de ambos os esportes nos Jogos Olímpicos.